# باناک
باناک (انگلیسی: Bannock) یکی از انواع نان‌های مسطح و فوری است که از غلات گوناگون تهیه می‌شود و تنوع فراوانی دارد.
خاستگاه این نان از کشور اسکاتلند و ریشه این واژه از زبان‌های سلتی است. شاعر مشهور اسکاتلندی رابرت برنز از این واژه در اشعارش استفاده کرده است. 
انواع متفاوتی از این نان وجود دارد و در مناطق گوناگونی تهیه و مصرف می‌شود. به عنوان مثال اقوام «اینوئیت» و «متیس» در کانادا و آلاسکا هم این نان را به سبک خودشان می‌پزند.

## نگارخانه

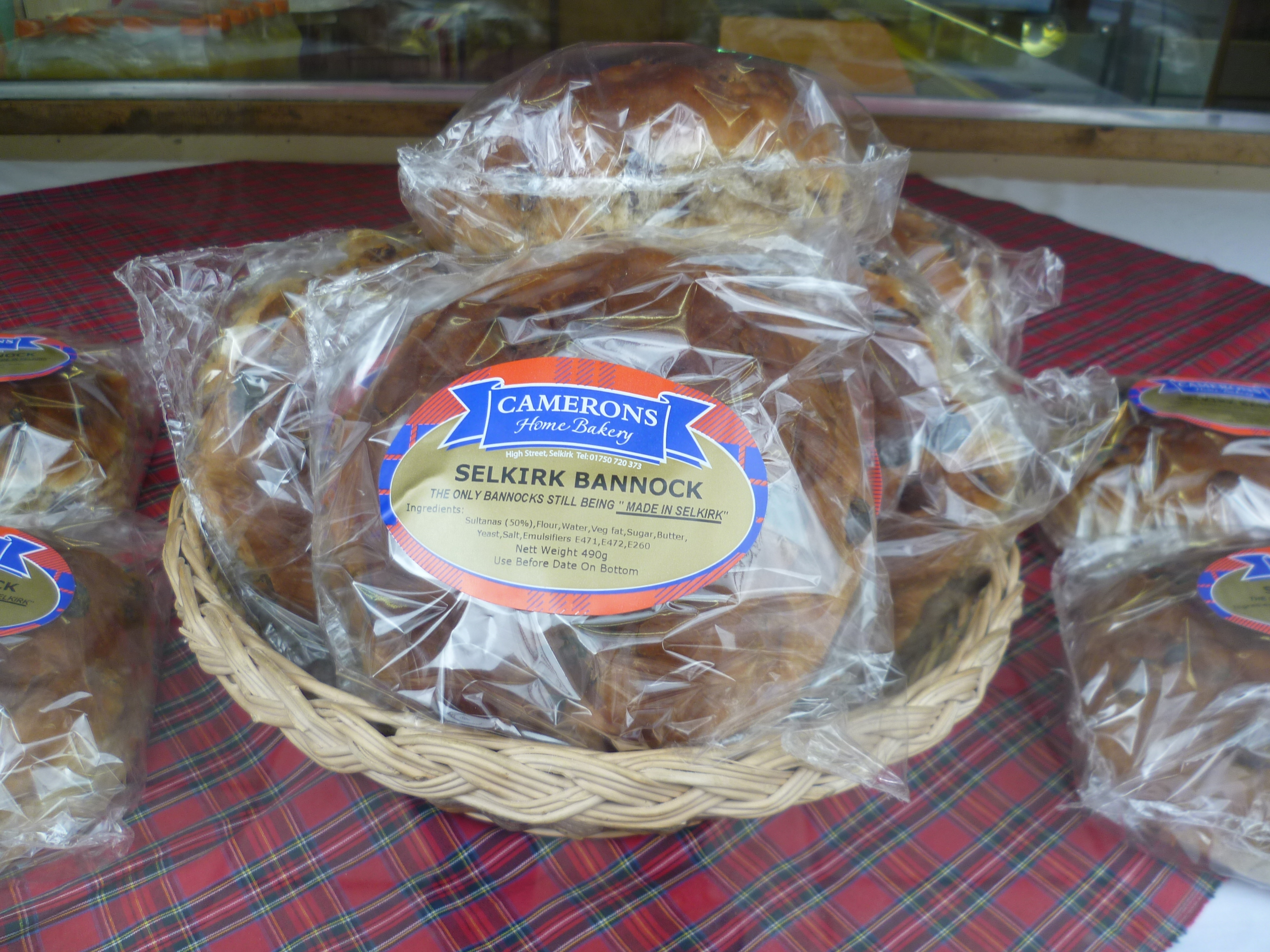
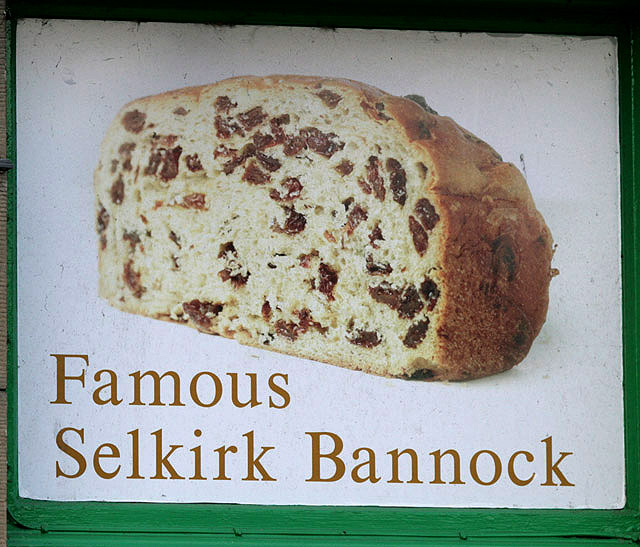

## بیشتر بخوانید
- Barkwell, Lawrence J.; Dorion, Leah; Hourie, Audreen (2006). Métis Legacy (Volume II): Michif Culture, Heritage, and Folkways. Winnipeg: Pemmican Publications Inc. and Saskatoon: Gabriel Dumont Institute. شابک ‎۰−۹۲۰۹۱۵−۸۰−۹.